# 마사키역 (미야자키현)
마사키역(일본어: 真幸駅)은 일본 미야자키현 에비노시에 위치한 규슈 여객철도 히사쓰 선의 철도역이다. 단선 승강장 1면 1선의 구조를 갖춘 지상역이다.

## 이용 현황
| 승차 인원 추이 | 승차 인원 추이 |
| 연도           | 1일 평균       |
| -------------- | -------------- |
| 2004           | 1              |
| 2005           | 1              |
| 2006           | 1              |
| 2007           | 1              |
| 2008           | 2              |
| 2009           | 3              |
| 2010           | 1              |
| 2011           | 5              |
| 2012           | 2              |

## 역 주변
- 국도 제447호선

## 역사
- 1911년
  - 3월 11일 : 여객 영업 취급을 하지 않는 가영업역으로서 일본 철도원이 개설.
  - 5월 11일 : 본 영업 개시.
- 1927년 10월 17일 : 센다이 본선 전체 개통에 의해 히사쓰 선 소속역이 됨.
- 1945년 8월 22일 : 히사쓰 선 열차 탈선 사고가 발생.
- 1972년 7월 6일 : 산사태로 인해 궤도와 역사 외의 운행 설비 손상.
- 1986년 11월 1일 : 전자 폐색 도입에 의해 무인화.
- 1987년 4월 1일 : 일본국유철도 분할 민영화에 의해, 규슈 여객철도가 승계.
- 2007년 11월 30일 : 미나미큐슈 근대화 산업 유산군의 물자 수송 관련 유산의 하나로써 선정됨.

## 인접 역
| 히사쓰 선            | 히사쓰 선   | 히사쓰 선            |
| -------------------- | ----------- | -------------------- |
| 야타케 야쓰시로 방면 | ■ 히사쓰 선 | 요시마쓰 하야토 방면 |